# Magong
Magong (ou Makung, en chinois traditionnel : 馬公市) est la ville principale de l'archipel des Pescadores, situé à l'ouest de Taïwan. Elle est le chef-lieu du comté de Penghu. Elle comptait 56 435 habitants en janvier 2009.

## Transports
L'île dispose d'un aérodrome.